# Kooperative Arkitekter
Kooperative Arkitekter var en dansk arkitekttegnestue, der eksisterede 1934 til 1946 og havde et markant boligsocialt sigte.
Tegnestuen havde rødder i 1920'ernes og 1930'ernes kulturradikale og socialistiske miljø. Edvard Heiberg og Ivar Bentsen var hovedskikkelserne i den kollektive tegnestue, som også omfattede bl.a. Karl Larsen, Knud Hansen, Vagn Kaastrup, Ole Buhl, Valdemar Jørgensen, Frederik Wagner, Magnus Stephensen, Knud Thorball, Acton Bjørn, Povl Baumann, Jørgen U. Berg, Harald Petersen, Dan Fink, Torben Miland Petersen, Svenn Eske Kristensen, Kay Larsen og Alfred Skjøt-Pedersen. Nogle af medlemmerne var løst tilknyttede og medvirkede kun på få projekter.
Via et rationelt boligbyggeri baseret på funktionalismens idealer arbejdede arkitekerne på at forbedre boligforholdene for den brede befolkning. De fleste af boligbyggerierne er af altan-karnap-typen med rytmisk afvekslende facader. Som oftest står bygningerne i gul blankmur.
Trods de arkitektoniske værdier (de fleste af byggerierne har høj bevaringsværdi) fremstår de fleste af disse ejendomme i dag ombygget med materialer, der er fremmede for den oprindeligt tilstræbte materialitet (plasticvinduer etc.).

## Udvalgte værker
For Foreningen Socialt Boligbyggeri:
- Blidah Park, Strandvejen, Hellerup (1933-35, nu ejerlejligheder, havearkitekt C.Th. Sørensen)
- Haunstrupgaard, Østerbro, København (1938, ombygget)
- Kantorparken, Bispebjerg, (1939, ombygget, havearkitekt C.Th. Sørensen)
- Præstehaven, rækkehuse og etageboliger, Aarhus (1939-40, 1940-41, nu Boligselskabet Præstehaven og ejerboliger, havearkitekt C.Th. Sørensen)
- Bispeparken, Bispebjerg, København (1940-42, ombygget, havearkitekt C.Th. Sørensen)
- Damstokkene, Rødovre (1942-43, ombygget)

For andre boligforeninger:
- Enighedslund, Vesterbro 1-15, Aalborg (1937-38)
- Emdrupvænge, række- og etagehusbebyggelse for AAB, Emdrup, København (1940-45, ombygget)